# Notiodrassus fiordensis
Notiodrassus fiordensis är en spindelart som beskrevs av Forster 1979. Notiodrassus fiordensis ingår i släktet Notiodrassus och familjen plattbuksspindlar. Inga underarter finns listade i Catalogue of Life.